# Stepánfalva
Stepánfalva (horvátul: Stipanovci) falu Horvátországban, Eszék-Baranya megyében. Közigazgatásilag Pogorácshoz tartozik.

## Fekvése
Eszéktől légvonalban 39, közúton 44 km-re délnyugatra, községközpontjától 3 km-re északnyugatra, Szlavónia középső részén, a Krndija-hegység északi lejtőin, a Diakovárról Nekcsére menő főút mentén fekszik.

## Története
A település területe már az őskor óta lakott, ezt igazolják a „Krčevina” régészeti lelőhely leletei. A lelőhely Pogorács és Stepánfalva határán, a két települést összekötő úttól 500 méterre északra, a mezei út jobb oldalán, a Stepánfalva bejáratánál levő híd előtt található. Az itt talált őskori kerámiák a középső neolitikumból származó Sopot-kultúrához tartoznak. Az őskoriak mellett számos középkori cseréptöredék (főként konyhai edények darabjai) is előkerült, bizonyítva a középkori település létét.
Írásos dokumentumok is igazolják, hogy a település a középkorban is létezett. 1428-ban „Stepkfalwa”, 1474-ben „Stepanfalwa” alakban említik Névna várának tartoztékai között. A török 1532 körül szállta meg, de a török elleni felszabadító háborúkban elpusztult. A török uralom alól felszabadított szlavóniai települések 1698-as kamarai összeírásában „Ztipancz” néven Vukojevci keleti szomszédjaként, kihalt településként említik. A 17. század végén, vagy a 18. század elején a Felső-Drávamente, Lika és a horvát Hegyvidék térségeiből horvát családok érkeztek ide. A 18. század elejétől a nekcsei uradalom része volt, mely 1734-ben a Pejácsevich család birtoka lett. Pejacsevich II. József a század második felében létrehozta pogorácsi uradalmat, melynek Stepánfalva is a része lett.
Az első katonai felmérés térképén „Stipanovcze” néven található. Lipszky János 1808-ban Budán kiadott repertóriumában „Stipanovcze” néven szerepel.
Nagy Lajos 1829-ben kiadott művében „Stipanovecz” néven 48 házzal, 256 katolikus vallású lakossal találjuk.
A településnek 1857-ben 225, 1910-ben 429 lakosa volt. Verőce vármegye Nekcsei járásának része volt. Az 1910-es népszámlálás adatai szerint lakosságának 77%-a horvát, 13%-a magyar anyanyelvű volt. Az első világháború után 1918-ban az új szerb-horvát-szlovén állam, majd később (1929-ben) Jugoszlávia része lett. A falu 1991-től a független Horvátországhoz tartozik. 1991-ben lakosságának 94%-a horvát, 3%-a szerb nemzetiségű volt. 2011-ben a falunak 398 lakosa volt.

## Lakossága
| Lakosság változása | Lakosság változása | Lakosság változása | Lakosság változása | Lakosság változása | Lakosság változása | Lakosság változása | Lakosság változása | Lakosság változása | Lakosság változása | Lakosság változása | Lakosság változása | Lakosság változása | Lakosság változása | Lakosság változása | Lakosság változása |
| ------------------ | ------------------ | ------------------ | ------------------ | ------------------ | ------------------ | ------------------ | ------------------ | ------------------ | ------------------ | ------------------ | ------------------ | ------------------ | ------------------ | ------------------ | ------------------ |
| 1857               | 1869               | 1880               | 1890               | 1900               | 1910               | 1921               | 1931               | 1948               | 1953               | 1961               | 1971               | 1981               | 1991               | 2001               | 2011               |
| 225                | 275                | 161                | 277                | 355                | 429                | 461                | 518                | 570                | 589                | 603                | 572                | 475                | 476                | 445                | 398                |

## Nevezetességei
- A Mindenszentek tiszteletére szentelt római katolikus temploma a pogorácsi Szent Miklós plébánia filiája.

## Kultúra
„Križari” irodalmi lelki kreativitás egyesülete.

## Oktatás
A településen a pogorácsi általános iskola alsó tagozatos területi iskolája működik.

## Sport
Az NK „Mladost” Stipanovci labdarúgóklub a megyei 2. ligában szerepel.

## Egyesületek
A DVD Stipanovci önkéntes tűzoltó egyesületet 1932-ben alapították.